# Brad Renfro
Brad Barron Renfro, mais conhecido como Brad Renfro (Knoxville, 25 de julho de 1982 — Los Angeles, 15 de janeiro de 2008) foi um ator norte-americano.

## Biografia

### Primeiros anos
Renfro nasceu em Knoxville, Tennessee, em 25 de julho de 1982. Era filho de Angela Denise Olsen (McCrory; 1961–2012) e Mark Renfro, operário de fábrica. Seu pai abandonou a família quando Brad ainda era pequeno e então ele foi criado por sua avó Joanne (Barron) Renfro (1931–2008). Foi descoberto aos 10 anos de idade por uma diretora de elenco que estava buscando um rosto novo para a nova produção do diretor Joel Schumacher "O Cliente", que seria rodado em breve. Viajou para a Califórnia para fazer os testes e foi aceito em maio de 1993.

### Carreira
O filme O Cliente estreou em 20 de julho de 1994, sendo seu primeiro papel e que lhe deu prestígio para atuar em vários filmes depois, mesmo não tendo nenhuma experiência anterior em atuação. Seu papel seguinte foi como Eric, um garoto deslocado que encontra em seu vizinho, um menino portador do vírus da AIDS, um amigo e cúmplice em uma aventura em The Cure em 1995, depois atuou como o papel principal em Tom and Huck, no mesmo ano, ao lado do ator Jonathan Taylor Thomas.
Em 1996 fez um papel marcante em Sleepers, onde atuava como um dos adolescentes que, após provocarem acidentalmente a morte de um homem durante uma brincadeira, são levados a um reformatório onde são torturados e abusados sexualmente. Neste filme atuou ao lado de astros como Robert De Niro, Dustin Hoffman, Brad Pitt e Kevin Bacon.
Brad Renfro ganhou em 1995 o prêmio The Hollywood Reporter's Young Star Award, promovido pela revista The Hollywood Reporter, e foi indicado como uma das 30 pessoas mais famosas do mundo antes de 30 anos pela revista People.
Depois disso desapareceu da mídia popular por um período aproximado de dezesseis meses. Retornou em 1998, no papel de Todd Bowden, um garoto que descobre que seu vizinho foi um oficial nazista de um campo de concentração, e para não delatá-lo a policia, o idoso deveria contar-lhe em detalhes sobre como os judeus morriam na prisão. O filme, Apt Pupil (br: O Aprendiz), de 1998, era baseado em um conto do escritor Stephen King, e no papel do ex-oficial estava o grande ator inglês Ian McKellen.
Nesse mesmo período, atuou em um comercial para o videogame Resident Evil 2 no Japão, que teve a direção do famoso diretor de filmes de zumbis George Romero, que foi veiculado.
A partir de 1998 começou a ter uma série de problemas com a lei devido ao uso de drogas, chegando a ter que interromper sua carreira por quase um ano, para fazer tratamento de desintoxicação, tendo ainda passado um tempo na prisão. Continuou atuando em filmes de pouca expressão, como Bully (2001), Ghost World (2002) e Collector (2008).

### Abuso de substâncias e registro criminal

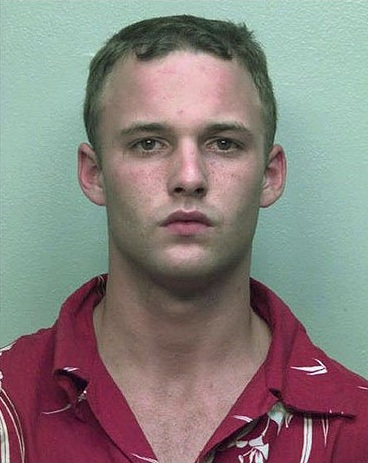
Mugshot de 2000.

Em 3 de junho de 1998, Renfro, então com 15 anos, e seu primo de 19 anos foram presos e acusados de posse de drogas. Ele estava carregando dois sacos pequenos de cocaína em uma caixa de cigarro e um saco de maconha em sua meia.
Em 28 de agosto de 2000, Renfro e seu amigo Harold James Bond tentaram furtar um iate de 45 pés de Fort Lauderdale. Eles foram presos na mesma noite e Renfro foi acusado de furto. Em janeiro de 2001, Renfro foi condenado a liberdade condicional de dois anos e condenado a pagar os custos de reparação do navio ao seu proprietário e os custos de investigação ao Departamento de Polícia de Lauderdale.
Em 14 de janeiro de 2002, Renfro violou sua liberdade condicional e foi preso sob a acusação de embriaguez pública e dirigir sem uma licença válida em Knoxville.. Ele foi colocado em um programa de reabilitação pelo período de três meses de tratamento por abuso de substâncias tóxicas.
Em 23 de dezembro de 2005, Renfro foi preso pela polícia de Los Angeles durante uma varredura de drogas disfarçado de Skid Row e foi acusado de tentativa de posse de heroína. Uma fotografia que mostra o ator algemado saiu na primeira página do Los Angeles Times. No tribunal, ele se declarou culpado das acusações e foi condenado pelas infrações, submetendo-se a três anos de liberdade condicional. Em 2006, ele passou 10 dias na prisão por condenações por conduzir sob a influência e posse de heroína.
Em junho de 2007, Renfro foi preso por ter violado sua liberdade condicional por não se matricular em um programa de tratamento de drogas a longo prazo. Um juiz o alertou que se ele violasse a liberdade condicional mais duas vezes, poderia ser condenado a um programa de reabilitação ou à prisão.

### Morte
Brad Renfro foi encontrado morto em sua casa em Los Angeles, Califórnia, em 15 de janeiro de 2008, aos 25 anos. A causa da morte foi dada como overdose de heroína. Ele estava atuando em "The Informers", ao lado de atores como Mickey Rourke, Winona Ryder e Billy Bob Thornton, trabalho que deixou inacabado.

### Vida Pessoal
Em 2003, nasceu seu filho, Yamato, no Japão. A existência do seu filho foi revelada em seu obituário.

## Filmografia
| Ano  | Filme                           | Papel                   |
| ---- | ------------------------------- | ----------------------- |
| 1994 | The Client                      | Mark Sway               |
| 1995 | The Cure                        | Erik                    |
| 1995 | Tom and Huck                    | Huckleberry Finn        |
| 1996 | Sleepers                        | Young Michael Sulliivan |
| 1997 | Telling Lies in America         | Karchy Jonas            |
| 1998 | Apt Pupil                       | Todd Bowden             |
| 1999 | 2 Little, 2 Late                | Jimmy Walsh             |
| 2000 | Skipped Parts                   | Dothan Talbot           |
| 2001 | Ghost World                     | Josh                    |
| 2001 | Tart                            | William Sellers         |
| 2001 | Bully                           | Marty Puccio            |
| 2001 | Happy Campers                   | Wichita                 |
| 2001 | The Theory of the Leisure Class | Billy                   |
| 2002 | Deuces Wild                     | Bobby                   |
| 2002 | American Girl                   | Jay Grubb               |
| 2003 | The Job                         | Troy Riverside          |
| 2004 | Mummy an'the Armadillo          | Wyatte                  |
| 2004 | Hollywood Files                 | Jamie                   |
| 2005 | The Jacket                      | O Estranho              |
| 2006 | 10th and Wolf                   | Vincent                 |
| 2009 | The Informers                   | Jack                    |